# PPPoE
PPPoE (engl. Point-to-Point Protocol over Ethernet) mrežni je protokol za enkapsulaciju okvira PPP-a okvira unutar okvira Etherneta definiran u RFC 2516. Obično se koristi kod spajanja na Internet preko ADSL-a jer omogućuje korištenje jednakog načina autentifikacije pristupa, dodjeljivanja mrežnih parametara i obračuna prometa kakav postoji za povezivanje običnim modemom preko biranih telefonskih veza.
PPPoE ostvaruje virtualnu vezu točka-točka kroz infrastrukturu zasnovanu na premoštenom Ethernetu koja se u slučaju ADSL-a sastoji od korisničkog pristupnog uređaja (ADSL modema), pristupnog koncentratora (DSLAM) i pristupnog servera (BRAS). Zbog toga su pored same enkapsulacije definirani i načini otkrivanja pristupnog servera te uspostavljanja i raskidanja virtualne veze.
Zbog PPPoE i PPP zaglavlja najveći paket koji se može prenijeti smanjuje se za 8 bajtova pa iznosi 1492 bajta u odnosu na 1500 bajtova na Ethernetu.